# Jiří Žáček
Jiří Žáček (* 6. listopadu 1945 Chomutov) je český spisovatel, překladatel, básník, autor učebnic, sběratel a tvůrce aforismů.

## Život
Narodil se 6. listopadu 1945 v Chomutově. Dětství prožil v Kadani-Prunéřově a v jihočeských Strakonicích. Vystudoval Střední průmyslovou školu stavební ve Volyni (1959–1963) a stavební fakultu ČVUT v Praze (1963–1970). Po tříleté praxi na vodohospodářské správě v Benešově u Prahy se začal věnovat literatuře. Do roku 1991 pracoval jako redaktor nakladatelství Československý spisovatel, necelý půlrok v nakladatelství Carmen a v letech 1992–1994 v časopise Vlasta. Od té doby je spisovatelem na volné noze. V roce 2011 obdržel v Bratislavě za své básnické dílo Cenu Jána Smreka a zařadil se tak k laureátům této prestižní slovenské ceny, jakými byli a jsou např. Tomas Tranströmer, Ludvík Kundera, Gennadij Ajgi, Reiner Kunze, Friederike Mayröckerová nebo Mateja Matevski. Žije v Praze, je ženatý, má syna Jakuba a dceru Markétu, vnuka a dvě vnučky.

## Ocenění
- 1987: Zasloužilý umělec
- 2011: Cena Jána Smreka
- 2015: Medaile Za zásluhy

## Dílo
Jeho básně někdy mají velmi blízko k aforismům, vyznačují se lehkostí a smyslem pro humor a parodii.
- Ráno modřejší večera, 1970
- Napjatá struna, 1973
- Anonymní múza, 1976
- Mezi řečí, 1978 – tuto sbírku lze chápat jako pokus o uchopení světa
- Okurková sezóna, 1982
- Tři roky prázdnin, 1982
- Rýmy pro kočku, 1984
- Text-appeal, 1986
- Papírové růže, 1987
- Rýmy pro kočku a pod psa, 1987
- Hurá zpátky do Evropy, 1994
- Maličkosti, 1997
- České moře, 1999
- Vy mně taky!, 1999
- Idioti mají přednost, 2001
- 99 dědečků a 1 babička, 2001 – limeriky
- Zákony schválnosti, 2003
- Hovory s mým horším já ; Hovory s mým lepším já, 2003
- Kapesní básně, 2004
- Obejmi mě, 2004
- Můj přítel yeti, 2005
- Kdo se směje naposled, 2008
- Třetí poločas, 2009
- Papírové růže, 2009
- Červené paraplíčko, 2010 – sonety
- Čáry máry fuk, ať jsem zase kluk!, 2012 – verše inspirované ilustracemi Josefa Lady
- Šansony & spol., 2015 spolu s albem zhudebněných šansonů Motýl něhy uletí Renaty Drössler

### Drama

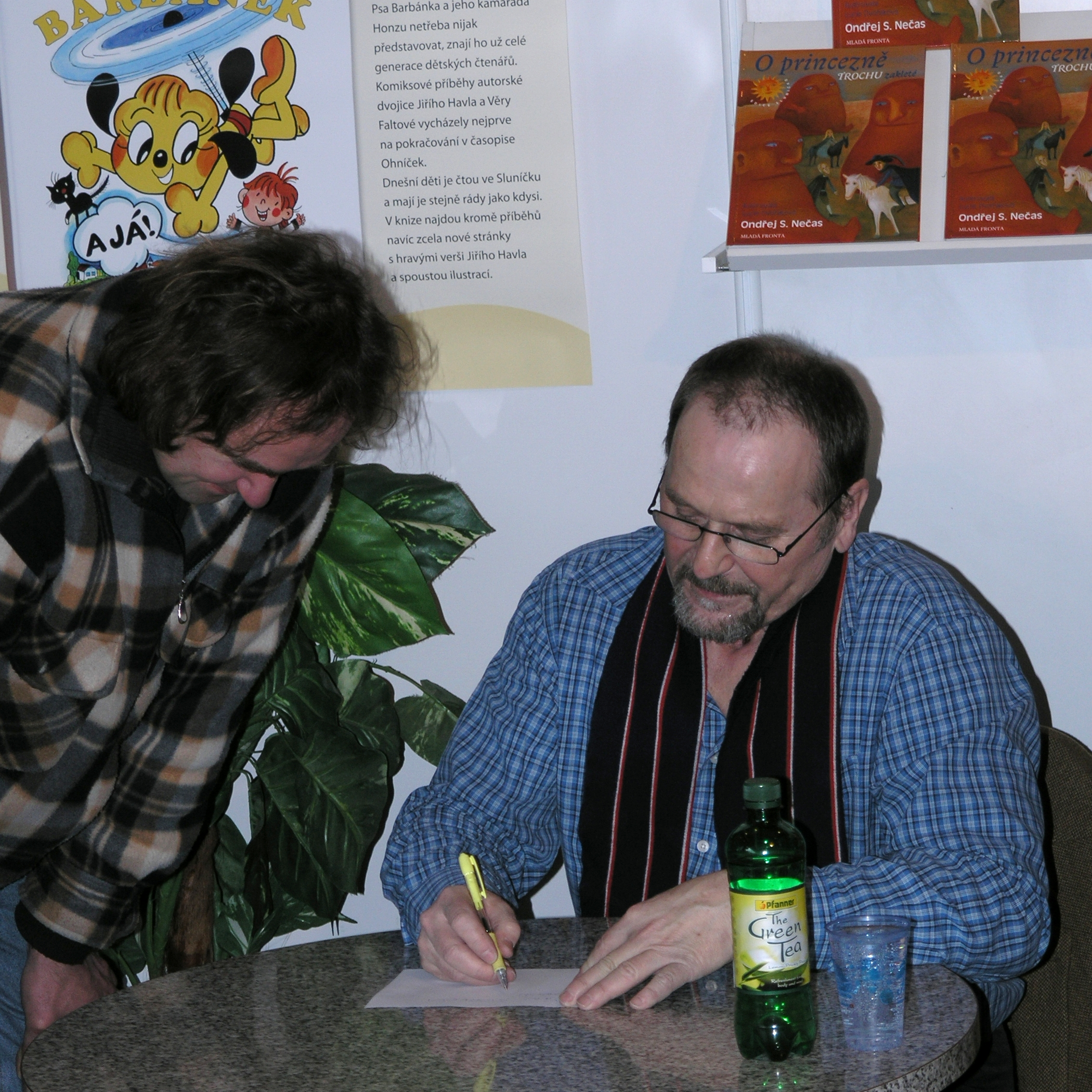
Jiří Žáček při autogramiádě na Veletrhu dětské knihy 2009 v Liberci

- Ptákoviny podle Aristofana, 1989

### Pro děti
- Aprílová škola, 1978
- Ahoj moře, 1980
- Pro slepičí kvoč aneb aprílová škola pro pokročilé, 1986
- Kdo si se mnou bude hrát, 1981
- Dobrý den, Praho, 1981
- Počítání oveček, 1995
- Abeceda, 1998
- Nemalujte čerta na zeď, 2001
- Hádanky a luštěniny, 2004
- 2 × 2 je někdy 5, 2004
- Kočkování, 2005
- Kdo nevěří, ať tam běží, 2009
- Krysáci, 2010
- Hrůzostrašné pohádky pro malé strašpytlíky, 2011
- Čarodějné pohádky pro malé kouzelníky, 2013
- Chytré pohádky pro malé rozumbrady, 2014
- Encyklopedie pro děti 21. století, 2015
- Tati kup mi slona, 2017
- Kdopak by se čertů bál, 2021 ve spolupráci s režisérem Jiřím P. Miškou

## Diskografie
- Motýl něhy uletí, 2015 – studiové album šansonů, které na texty Jiřího Žáčka nazpívala šansoniérka Renata Drössler